# Ctenophthalmus golovi
Ctenophthalmus golovi är en loppart som beskrevs av Ioff et Tiflov 1930. Ctenophthalmus golovi ingår i släktet Ctenophthalmus och familjen mullvadsloppor.

## Underarter
Arten delas in i följande underarter:
- C. g. golovi
- C. g. alpestris